# Ryan Lochte
Ryan Lochte, född 3 augusti 1984 i Rochester, New York, är en amerikansk simmare som sedan 2004 tillhört världseliten i ryggsim och medley.

## Olympiska meriter
Lochte gjorde olympisk debut vid OS 2004 i Aten där han var med i det amerikanska lag som vann guld på 4 × 200 meter fritt. Individuellt blev det en silvermedalj på 200 meter medley efter spelens stora gigant Michael Phelps. Efter debuten har Lochte deltagit i OS år 2008 och 2012 där han tog två guld i vardera spel. Totalt har han vunnit 11 OS-medaljer (5-3-3).

## Meriter från världsmästerskap
Lochte första världsmästerskap blev VM 2004 på kortbana där han silvermedaljör på 200 meter medley och var med i det amerikanska lag som vann guld på 4 x 200 meter frisim. Vid VM 2005 på långbana blev det inte heller här någon individuell guldmedalj utan det enda guldet kom i lagkappen på 4 x 200 meter.
Lochtes stora genombrott kom vid VM 2006 på kortbana där det blev tre individuella guld på såväl 200 meter ryggsim som 200 respektive 400 meter medley. Vid VM 2007 på långbana blev det även här guld på 200 meter ryggsim samt i lagkappen på 4 x 200 meter frisim.
Han följde upp framgångarna på kortbana i VM 2008 där det blev fyra guld varav tre individuella guld på 100, 200 och 400 meter medley.
Största framgångarna hittills har Lochte haft vid VM 2011 på långbana då han vann fem guld. Det följdes upp med tre guld vid VM 2013. Totalt har Lochte vunnit 23 medaljer vid VM på långbana (15-4-4) vilket gör honom till den näst bäste amerikanske VM-medaljören efter Michael Phelps.

## Världsrekord
Lochte slog 2006 ungraren László Csehs två år gamla världsrekord på 200 meter medley på kortbana när han noterade tiden 1:53,31. Ett år senare blev han av med världsrekordet när brasilianaren Thiago Pereira simmade 1:53,14. På VM 2008 tog Lochte åter tillbaka världsrekordet när han simmade på 1:51,56. 2011 slog han än en gång rekordet och blev därmed historisk att bli den första att slå ett världsrekord efter att de så kallade "superdräkterna" tagits bort.